# Scott Malone
Pour les articles homonymes, voir Malone.
Scott Liam Malone, né le 25 mars 1991 à Rowley Regis, est un footballeur anglais qui évolue au poste de défenseur.

## Biographie

### Cardiff City
Le 8 janvier 2015, Malone signe un contrat de deux ans et demi en faveur de Cardiff City, club gallois évoluant en Division 2 anglaise

### Fulham
Le 19 juillet 2016, il rejoint Fulham. Il prend part à 42 matchs (6 buts) toutes compétitions confondues lors de son unique saison sous le maillot des Cottagers.

### Huddersfield Town
Le 5 juillet 2017, Malone s'engage pour trois ans avec Huddersfield Town, promu en Premier League.

### Derby County et près
Le 8 août 2018 il rejoint Derby County.
Le 28 août 2020, il est prêté à Millwall.
Le 27 juin 2024, il rejoint Crawley Town.